# PHPMailer

Les flèches bleues peuvent être mises en œuvre à l'aide de variations SMTP.

PHPMailer est une bibliothèque logicielle d'envoi d'e-mails en PHP. En effet, envoyer un email en code natif exige un haut niveau de connaissance des normes SMTP, du format des emails (tels que l'HTML et le retour chariot), et des vulnérabilités d'injection de code pour spammer.
Depuis 2001, PHPMailer est l'une des solutions email les plus populaires en PHP,.

## Caractéristiques
- Texte brut, HTML et pièces jointes.
- SSL et TLS
- SMTP, Qmail, POP3
- Système de débogage
- Sendmail
- IDN
- DKIM

## Historique
- PHPMailer fut initialement créé en 2001 par Brent R. Matzelle comme un projet sur SourceForge.net.
- Marcus Bointon (coolbru sur SourceForge) et Andy Prevost (codeworxtech) prirent en charge le projet en 2004.
- Puis il est devenu un projet de l'incubateur Apache sur Google Code en 2010, géré par Jim Jagielski[5].
- Marcus a créé son fork sur GitHub.
- Jim et Marcus décident d'unir leurs forces et d'utiliser GitHub comme dépôt officiel de PHPMailer.

## Popularité
Worx International Inc déclara en 2009, : PHPMailer continue à être la classe de transport la plus populaire du monde, avec une estimation de 9 millions d'utilisateurs dans le monde entier. Les téléchargements se poursuivent à un rythme accéléré, tous les jours. (Un utilisateur signifiant d'un développeur appelant le code).

PHPMailer envoie une extension SMTP de commande avec les e-mails envoyés comme ci-dessous, qui peut être utilisée pour obtenir le rapport d'utilisation de PHPMailer sur les fournisseurs de messagerie électronique :
X-Mailer: PHPMailer 5.2.13 (https://github.com/PHPMailer/PHPMailer)
Cet en-tête SMTP peut être différent selon les versions de PHPMailer, et peut également être supprimé ou modifié par le code PHP.